# ستيف فنتون
ستيف فنتون (بالإنجليزية: Steve Fenton)‏ (1951 في المملكة المتحدة - ) هو لاعب كرة قدم بريطاني في مركز الظهير. لعب مع برادفورد سيتي ونادي ميدلزبره ونادي برادفورد بارك أفنيو.